# Tetreuaresta platypteryx
Tetreuaresta platypteryx är en tvåvingeart som beskrevs av Erich Martin Hering 1940. Tetreuaresta platypteryx ingår i släktet Tetreuaresta och familjen borrflugor.
Artens utbredningsområde är Venezuela. Inga underarter finns listade i Catalogue of Life.